# Мамблкор
Мамблкор је независни филмски покрет који је започет 2002. године. Стварајући раних 2000-их, мумблкор је помогао да се независно филмско стваралаштво одржи међу све већим бројем високобуџетних блокбастера. Често га карактерише натуралистичка глума која је повремено импровизована. Радње се углавном фокусирају на групу људи у 20-им или 30-им годинама који се баве ужасним пословима или лошим односима.
Термин није званично скован до 2005. на SXSW фестивалу када су Ендру Бујалски, Џо Свонберг и Џеј и Марк Дуплас имали филмове сличних карактеристика. Мамблкор је имао бројне утицаје, укључујући француски нови талас и ријалити ТВ емисије попут Стварног света. Још неке од истакнутих личности покрета су Грета Гервиг, Лин Шелтон, Арон Кац, Рај Русо-Јанг и Џеф Баена.

## Карактеристике покрета
- Натуралистички дијалог и представе
- Непрофесионални глумци
- Велика употреба импровизације
- Низак буџет
- Снимање на стварним локацијама
- Снимљено дигитално
- Заплети се обично врте око проблема у артикулисању жеља и проблема у романтичним везама[1]

## Историја
У периоду раних 2000-их, софтвер за снимање и стварање филмова је био доступнији него икада пре. Из тог разлога су многи мамблкор филмови имали буџет мањи од милион долара. Ендру Бујалски, који се сматра „Кумом мамблкора“, поставио је шаблон својим филмом Funny Ha Ha из 2002. Филм се фокусира на недавно дипломирану жену која покушава да нађе привремени посао док покушава да придобије пажњу свог пријатеља са факултета, који је у вези са неким другим.
Ова врста бесциљног заплета постала би стандард за многе филмове у овом жанру са ликовима чији су главни мотиви често једноставни као жеља да некоме кажу како се заиста осећају.
Покрет је еволуирао на занимљиве начине током деценија - многи критичари верују да се прави покрет завршио око 2010. године када је почетна група редитеља прешла на веће пројекте. Од 2010. нова група редитеља пост-мамблкора попунила је празнину. Међу тим режисерима су Алекс Рос Пери, Ејми Сајмец, Алекс Карповски и Шон Прајс Вилијамс. Њихови филмови имају тенденцију да буду углађенији као резултат већег буџета.

## Мамблгор
Из овог покрета произашао је и занимљив поджанр: мумблгор. Представља хорор филмове који прате типичну естетику мумблекора, која подразумева тешку импровизацију и употребу непрофесионалних глумаца. Наравно, хорор филмови су обично више вођени заплетом од вашег типичног мамблкор филма.

## Утицаји на мамблкор
Филмови који су описани као утичу, или барем предвиђају, на конвенције мамблкора укључују Girlfriends (1978), Manhattan (1979), My Dinner With Andre (1981), Stranger Than Paradise (1984), Sex, Lies, and Videotape (1989), Slacker (1991), Clerks (1994), Go Fish (1994) и Before Sunrise (1995). Режисери који су утицали на мамблкор Микеланђело Антониони, Ерик Ромер, Андреј Тарковски, Гас Ван Сан и Џон Касаветес.

## Истакнути филмови
| Година | Назив филма на енглеском језику | Режисер                 |
| ------ | ------------------------------- | ----------------------- |
| 2013.  | Drinking Buddies                | Џо Свонберг             |
| 2005.  | The Puffy Chair                 | Џеј Дуплас              |
| 2006.  | Mutual Appreciation             | Ендру Бујалски          |
| 2012.  | Jeff, Who Lives at Home         | Марк Дуплас, Џеј Дуплас |
| 2009.  | Daddy Longlegs                  | Бени Сафди, Џош Сафди   |
| 2016.  | Joshy                           | Џеф Баена               |
| 2008.  | Wendy and Lucy                  | Кели Рајхард            |
| 2015.  | Appropriate Behavior            | Дезире Акаван           |
| 2002.  | Funny Ha Ha                     | Ендру Бујалски          |
| 2013.  | Frances Ha                      | Ноа Баумбах             |

## Остали филмови

### Мамблкор
- Kissing on the Mouth (2005)
- Dance Party USA (2006)
- LOL (2006)
- Young American Bodies (2006–2009)
- Hannah Takes the Stairs (2007)
- Let Them Chirp Awhile (2007)
- Quiet City (2007)
- Hohokam (2007)
- Orphans (2007)
- Team Picture (2007)
- Pop Skull (2007)
- Baghead (2008)
- In Search of a Midnight Kiss (2008)
- The Pleasure of Being Robbed (2008)
- Nights and Weekends (2008)
- My Effortless Brilliance (2008)
- Yeast (2008)
- Luke and Brie Are on a First Date (2008)
- Alexander the Last (2009)
- Medicine for Melancholy (2009)
- Humpday (2009)
- Beeswax (2009)
- Sorry, Thanks (2009)
- The Exploding Girl (2009)
- Breaking Upwards (2009)
- Cyrus (2010)
- Gabi on the Roof in July (2010)
- Universo Servilleta (2010)
- Guy and Madeline on a Park Bench (2010)
- New Low (2010)
- Tiny Furniture (2010)
- You Wont Miss Me (2010)
- Overlook (2010)
- Art History (2011)
- Autoerotic (2011)
- Uncle Kent (2011)
- Entrance (2011)
- Silver Bullets (2011)
- Caitlin Plays Herself (2011)
- Your Sister's Sister (2011)
- Bellflower (2011)
- Mumblecore (2011)
- The Zone (2011)
- Memory Lane (2012)
- The Do-Deca-Pentathlon (2012)
- The Color Wheel (2012)
- Nobody Walks (2012)
- Sun Don't Shine (2012)
- I Want Your Love (2012)
- Ivy League Exorcist: The Bobby Jindal Story (2012)
- Save the Date (2012)
- Celeste & Jesse Forever (2012)
- Drinking Buddies (2013)
- All the Light in the Sky (2013)
- Touchy Feely (2013)
- I Love You, Apple, I Love You, Orange (2013)
- About Alex (2014)
- Happy Christmas (2014)
- Sulemani Keeda (2014)
- The Overnight (2015)
- Midnight Delight (2016)
- Blue Jay (2016)
- Teenage Cocktail (2016)
- Easy (2016–2019)
- Waiting for Violette (2017)
- Room 104 (2017-2020)
- Friends, Foes & Fireworks (2018)
- Support the Girls (2018)
- Importance (of Us) (2018)
- Only One Day in Berlin (2018)

### Мамблгор
- The Roost (2005)
- Murder Party (2007)
- The Signal (2007)
- Trigger Man (2007)
- Home Sick (2007)
- Pop Skull (2007)
- I Can See You (2008)
- Baghead (2008)
- The House of the Devil (2009)
- Red White & Blue (2010)
- A Horrible Way to Die (2010)
- Frozen (2010)
- Martha Marcy May Marlene (2011)
- Silver Bullets (2011)
- Kill List (2011)
- The Innkeepers (2011)
- Entrance (2011)
- What Fun We Were Having (2011)
- You're Next (2011)
- V/H/S (2012)
- Sun Don't Shine (2012)
- Reclusion (2012)
- Resolution (2012)
- Sightseers (2012)
- The Battery (2012)
- V/H/S/2 (2013)
- Cheap Thrills (2013)
- Coherence (2013)
- Blue Ruin (2013)
- 24 Exposures (2013)
- The Sacrament (2013)
- Proxy (2013)
- The Guest (2014)
- Honeymoon (2014)
- Creep (2014)
- Starry Eyes (2014)
- Bag Boy Lover Boy (2014)
- Goodnight Mommy (2014)
- Late Phases (2014)
- They Look Like People (2015)
- The Invitation (2015)
- Lace Crater (2015)
- Darling (2015)
- Southbound (2015)
- Be My Cat: A Film for Anne (2015)
- We Go On (2016)
- Always Shine (2016)
- The Alchemist Cookbook (2016)
- Another Evil (2016)
- Creep 2 (2017)
- The Endless (2017)
- The Ritual (2017)
- Body at Brighton Rock (2019)
- After Midnight (2019)
- Exit 0 (2019)
- Save Yourselves! (2020)
- Rent-A-Pal (2020)
- The Rental (2020)